# Streblus taxoides
Streblus taxoides är en mullbärsväxtart som först beskrevs av Albrecht Wilhelm Roth, och fick sitt nu gällande namn av Wilhelm Sulpiz Kurz. Streblus taxoides ingår i släktet Streblus och familjen mullbärsväxter. Inga underarter finns listade i Catalogue of Life.